# Avril Dankworth
Avril Margaret Dankworth (* April 1922 in Southend-on-Sea, Essex; † Anfang März 2013) war eine britische Musikpädagogin und Autorin.
Avril Dankworth war die ältere Schwester des Jazzmusikers John Dankworth und erhielt ihre Ausbildung an der Walthamstow High School, am Hockerill Teacher Training College, dem Royal College of Music und Trinity College of Music. Zunächst arbeitete sie als Sängerin, u. a. im Chor von George Mitchell, und begleitete Mátyás Seiber, bevor sie an Londoner Schulen und Colleges unterrichtete. 1965 gründete sie mit zwei Kommilitonen die Bewegung Sing for Pleasure. 1970 baute sie ein Musikschul-Curriculum auf, nachdem John Dankworth und dessen Frau Cleo Laine die Old Rectory in Wavendon im Borough of Milton Keynes erworben hatten. Sie organisierte im nahe gelegenen Stables Theatre ein jährliches Musik-Camp für Kinder und Jugendliche, woraus die National Youth Music Camps hervorgingen, die in den Wavendon Stables stattfinden. 1990 erhielt sie für ihre musikpädagogische Arbeit die Ehrendoktorwürde. Sie schrieb mehrere Bücher, darunter Make Music Fun und ein Werk über die Geschichte des Jazz.
Dankworth war seit 1971 mit dem Posaunisten Les Carew (1908–1994) verheiratet, der in den Bigbands von Jack Hylton, Bert Ambrose und Geraldo spielte.

## Publikationen (Auswahl)
- Jazz: An Introduction to its Musical Basis. Oxford University Press London/New York/Toronto, 1968, 2. Auflage 1979. ISBN 0-19-316501-5
- Play Tunes: Variations on Five Nursery Rhymes for Simple Instruments. Feldman, 1968
- Voices and Instruments. Hart-Davis, MacGibbon Ltd., 1973
- Make Music Fun. Dryad Press, 1977